# Lithium-iontový akumulátor

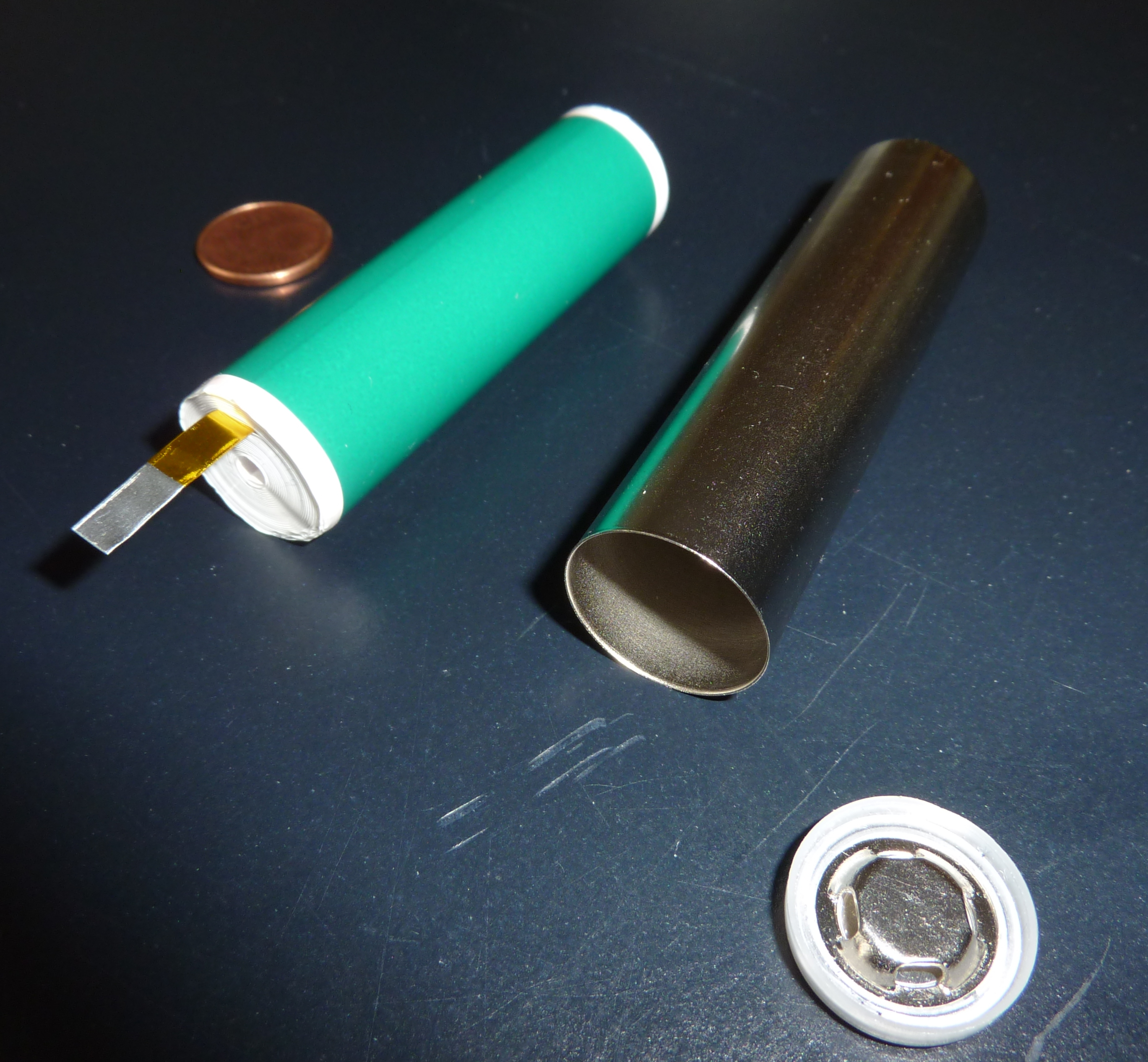
Válcový článek 18650 před uzavřením

Lithium-iontový akumulátor nebo Lithium-iontová baterie (zkráceně Li-Ion) je typ dobíjecí baterie, která k ukládání energie využívá vratnou redukci iontů lithia. Zápornou elektrodou běžného článku lithium-iontové baterie je obvykle grafit, forma uhlíku; kladnou elektrodou je obvykle oxid kovu. Elektrolytem je obvykle lithiová sůl v organickém rozpouštědle.
Jedná se o převažující typ baterií používaných v přenosné spotřební elektronice a elektromobilech. Významné využití nachází také v oblasti skladování energie v rozvodných sítích a ve vojenských a leteckých aplikacích. Ve srovnání s jinými technologiemi dobíjecích baterií mají Li-ion baterie vysokou hustotu energie, nízké samovybíjení a nulový paměťový efekt (i když malý paměťový efekt zaznamenaný u LFP baterií byl vysledován u špatně vyrobených článků).
Chemické složení, výkonnost, náklady a bezpečnostní charakteristiky se u různých typů lithium-iontových baterií liší. Většina komerčních lithium-iontových článků používá jako aktivní materiály interkalační sloučeniny. Anoda nebo záporná elektroda je obvykle grafitová, i když se stále častěji používá také kompozit křemík-uhlík. Články mohou být vyráběny tak, aby upřednostňovaly buď hustotu energie, nebo výkonu. V kapesní elektronice se většinou používají lithium-polymerové baterie (s polymerním gelem jako elektrolytem), spolu s katodou z oxidu lithno-kobaltitého (LiCoO2) a grafitovou anodou, které společně nabízejí vysokou hustotu energie. Fosforečnan lithno-železnatý (LiFePO4), lithium-mangan oxidy (spinelid LiMn2O4 nebo vrstvené materiály bohaté na lithium na bázi Li2MnO3, LMR-NMC) a lithium-nikl-mangan-kobalt oxid (LiNiMnCoO2 nebo NMC) mohou nabízet delší životnost a mohou mít vyšší výkon. NMC a jeho deriváty se hojně využívají při elektrifikaci dopravy, jako jedna z hlavních technologií (v kombinaci s obnovitelnou energií) pro snížení emisí skleníkových plynů z vozidel.
Michael Stanley Whittingham objevil v 70. letech 20. století koncept interkalačních elektrod a vytvořil první dobíjecí lithium-iontovou baterii, která byla založena na anodě z disulfidu titaničitého a katodě z lithia a hliníku, nicméně trpěla bezpečnostními problémy a nikdy nebyla komerčně využita. John Goodenough tuto metodu v roce 1980 rozšířil a jako katodu použil oxid lithno-kobaltitý. První prototyp moderní lithium-iontové baterie, která místo kovového lithia používá anodu z uhlíku, vyvinul Akira Jošino v roce 1985 a v roce 1991 ji komercializoval tým společností Sony a Asahi Kasei pod vedením Jošio Nišiho.
Lithium-iontové baterie mohou představovat bezpečnostní riziko, pokud nejsou správně navrženy a vyrobeny, protože články obsahují hořlavé elektrolyty a v případě poškození nebo nesprávného nabíjení mohou vést k explozím a požárům. Ve výrobě bezpečných lithium-iontových baterií bylo dosaženo velkého pokroku ve vývoji, v současné době se vyvíjejí lithium-iontové baterie plně v pevném skupenství, aby se odstranil hořlavý elektrolyt. Nesprávně recyklované baterie mohou vytvářet toxický odpad, zejména z toxických kovů, a hrozí u nich riziko požáru. Lithium i další hlavní strategické nerosty používané v bateriích mají navíc značné problémy při těžbě, přičemž lithium je náročné na spotřebu vody v často suchých oblastech a další nerosty jsou často těženy ve válečných zónách, například kobalt. Tyto dva environmentální problémy podnítily některé výzkumníky ke zefektivnění využití minerálů a k alternativám, jako jsou baterie typu železo-vzduch.
Mezi oblasti výzkumu lithium-iontových baterií patří mimo jiné prodloužení životnosti, zvýšení hustoty energie, zlepšení bezpečnosti, snížení nákladů a zvýšení rychlosti nabíjení. Výzkum probíhá v oblasti nehořlavých elektrolytů jako cesty ke zvýšení bezpečnosti kvůli hořlavosti a těkavosti organických rozpouštědel používaných v typickém elektrolytu. Strategie k nahrazení hořlavých elektrolytů zahrnují lithium-iontové baterie na vodní bázi, pevné keramické elektrolyty, polymerní elektrolyty, iontové kapaliny a silně fluorované systémy.

## Vývoj
První experimenty prováděl G. N. Lewis v roce 1912. Návrh proběhl roku 1960, poté byla baterie vyvíjena hlavně v Bellových laboratořích. První prodejní verzi vyrobila firma Sony v roce 1991. 
Zásoby lithia se odhadují na pokrytí výroby akumulátorů pro 10 miliard automobilů. Při odhadovaném počtu automobilů a životnosti akumulátorů nelze očekávat pokrytí spotřeby do konce 21. století, pokud se od poloviny století budou vyrábět pouze elektromobily.

## Technologie
Anoda je vyrobena z uhlíku, katoda je oxid kovu a elektrolyt je lithiová sůl v organickém rozpouštědle.
Základní zjednodušená chemická reakce nabíjení a vybíjení:
Nabíjení je endotermická chemická reakce (odebírá z okolí teplo, čímž se okolí ochlazuje), která se však měřitelně projeví jen na počátku nabíjení, poté ji převýší ostatní zdroje generovaného tepla (vlivem procházejícího proudu, resp. pohybu iontů v materiálu). Řídící obvod pro nabíjení pomocí teplotního čidla sleduje vnitřní teplotu a pokud se začne akumulátor přehřívat, dojde k omezení nabíjecího proudu (nebo zastavení nabíjení), aby nedošlo k překročení bezpečné teploty (většinou 45 °C). Vybíjení je exotermická reakce a k zahřívání akumulátoru dochází po celou dobu vybíjecího cyklu. Opět je vhodné sledovat teplotu akumulátoru a případně proudový odběr omezit, aby nedošlo k přehřátí akumulátoru (nad 60 °C), protože vysoká teplota způsobuje zkrácení životnosti nebo až úplnou destrukci akumulátoru. Při stejné rychlosti generuje nabíjení více tepla než vybíjení.

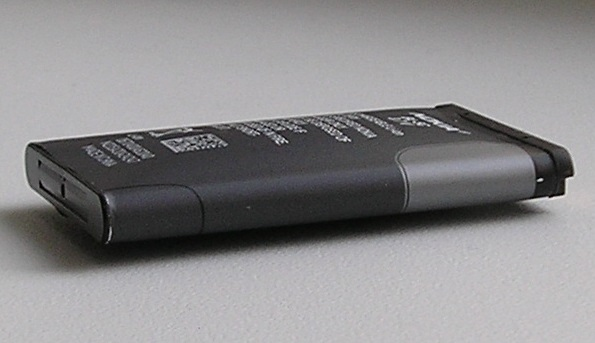
Akumulátor BL-5C do mobilu Nokia 1600 dlouho vybitý a nafouklý

Používáním se akumulátor opotřebovává. U konstrukce lithium-iontového akumulátoru je jedním z problémů vylučování látek z anody a růst dendritů z jejího povrchu. Dendrity při růstu vnikají do bariéry oddělující anodu a katodu, což snižuje kapacitu baterie a nakonec může vyvolat zkrat a úplné zničení článku. Tento problém je však menší než u akumulátorů s pevným elektrolytem.

## Napětí
Jmenovité napětí Li-ion článku dané normami je 3,6 V, případně 3,7 V (USA), v případě baterií s více sériově zapojenými články pak jeho násobky (7,2 - 10,8 - 14,4 - 18 V), ale může se lišit podle konkrétního typu článku. Skutečné výstupní napětí záleží na typu článku a může se pohybovat až mezi 2,5 – 4,2 V (vybitý – nabitý článek). Napětí článku slouží k indikaci míry vybití akumulátoru a řídící obvody zamezují překročení hranic stanovených výrobcem. Překročení hranic zkracuje životnost článku a může ho i zničit. Vlivem samovybíjení může napětí klesnou pod spodní hranici, což také vede k poškození článku, a proto je potřeba články udržovat v přiměřeně nabitém stavu.

## Výhody
- Může být vyrobena v různých tvarech.
- Velmi vysoká hustota energie – 200 Wh/kg, 530 Wh/l – třikrát vyšší hodnota než starší typy jako Ni-MH.
- Relativně vysoká kapacita s malým objemem a hmotností.
- Téměř žádné samovybíjení (do 5 %).
- Není ji třeba formovat – několikrát nabíjet a vybíjet před prvním použitím.
- Vysoké nominální napětí: 3,6 V
- Životnost 500–1200 nabíjecích cyklů.

## Nevýhody
- Baterie stárne, tedy ztrácí maximální kapacitu nehledě na to, jestli je nebo není používána (již od výroby). Rychlost tohoto stárnutí se zvyšuje s vyšší teplotou, vyšším stavem nabití, a vyšším vybíjecím proudem/zatížením.[35]
- Nebezpečí výbuchu nebo vznícení při nesprávném používání (zkratování, nabíjení na vyšší kapacitu než je baterie schopna pojmout).
- Vadí jí úplné vybití. Když se dostane pod napětí 2,8 V, je velmi těžké ji znovu „oživit“.

- Proto baterie, která je dlouhou dobu ponechána vybitá, může „zemřít“ (sama se vybít pod přípustnou hodnotu).
- Recyklace je zatím velmi obtížná a nákladná. Dostupné metody recyklace jsou přibližně pětkrát nákladnější než těžba nových surovin.[36] Méně než 1 % baterií je recyklovatelné.[37]
- Akumulátory jsou nebezpečím pro životní prostředí. Dostávají se do něj nanočástice[38] či PFAS.[39]

## Jak prodloužit životnost
- Skladujte a používejte je při nižších teplotách (5–15 °C). S rostoucí teplotou životnost klesá. Zchlazení na −35 °C životnost nenaruší.[40] Vnitřní elektrolyt ale zmrzne okolo −40 °C.
- Nenechávejte zbytečně dlouho plně nabité nebo úplně vybité baterie stát.
- Neudržujte je stále při 100% nabití. Ideální je udržovat akumulátor mezi 20–80 % kapacity. Při 40% nabití je životnost zhruba 3× delší.[41]
- Nevybíjejte do úplného vybití. Dlouhodobé vybití vede k jejímu zničení.
- S hloubkou vybíjení (DoD) se životnost baterie snižuje. Občasné vybíjení, které je často doporučováno, rekalibruje sice indikátor nabití, ale životnosti baterie neprospívá.[42]

## Recyklace
Recyklace lithiových článků a akumulátorů dosahuje zatím globálně pouze 1 %.
Naopak recyklace olověných akumulátorů, které jsou zatím nejrozšířenějším akumulátorem na světě, dosahuje v USA až 99 % a představují tak cirkulární ekonomiku.
Zvětšení podílu recyklace u lithiových baterií brání jednak jejich rozmanitost a jednak nákladnost celého procesu. Recyklace je prováděna suchou (rozdrcení a tavba), mokrou cestou (rozdrcení a chemicky). Větších úspěchů by mohl dosáhnout proces, při kterém je nejprve baterie rozebrána na jednotlivé díly a ty jsou pak odděleně recyklovány. Tomu však brání rozmanitost lithiových baterií (tvary i technologie) a náročnost celého procesu (jak energetická a chemická, tak zátěží životního prostředí), a proto jsou baterie zatím vyráběny z nově vytěženého lithia. Použité lithiové baterie jsou ukládány na skládky s jiným odpadem (nebo spalovány).